# Horodyszcze (rejon dzierżyński)
Horodyszcze (biał. Гарадзішча, Haradziszcza; ros. Городище, Gorodiszcze) – wieś na Białorusi, w obwodzie mińskim, w rejonie dzierżyńskim, w sielsowiecie Niehorele, przy drodze republikańskiej R68.
Znajduje się tu ogród botaniczny Białoruskiego Państwowego Uniwersytetu Technologicznego.

## Historia
W XIX i w początkach XX w. folwark położony w Rosji, w guberni mińskiej, w powiecie mińskim.
Po I wojnie światowej pod administracją polską, w Zarządzie Cywilnym Ziem Wschodnich, w okręgu mińskim, w powiecie mińskim.
W wyniku postanowień traktatu ryskiego znalazło się w granicach Związku Sowieckiego. W latach 1932–1937 w Polskim Rejonie Narodowym im. Feliksa Dzierżyńskiego. Od 1991 w niepodległej Białorusi.